# Barabbas vi släppte fri
Barabbas vi släppte fri är en psalm med text skriven 1977 av Margareta Södersten-Johansson med en melodi från Wales. Texten bygger på Apostlagärningarna 3:14-15.

## Publicerad i
- Herren Lever 1977 som nummer 865 under rubriken "Kyrkans år - Passionstiden".[1]